# Melanagromyza rutshurensis
Melanagromyza rutshurensis este o specie de muște din genul Melanagromyza, familia Agromyzidae, descrisă de Spencer în anul 1959. Conform Catalogue of Life specia Melanagromyza rutshurensis nu are subspecii cunoscute.